# Ichneumon varius
Ichneumon varius is een vliesvleugelig insect (orde Hymenoptera) uit de familie van de gewone sluipwespen (Ichneumonidae). De wetenschappelijke naam van de soort werd in 1763 gepubliceerd door Erik Pontoppidan.

## Homoniemen
Voor Ichneumon varius Muller, 1776 zie Ichneumon tammesae Kittel, 2016

Voor Ichneumon varius Gmelin, 1790: 2699 zie Ichneumon yalowae Kittel, 2016

Voor Ichneumon varius Gmelin, 1790: 2700 zie Ichneumon dickersonae Kittel, 2016

Voor Ichneumon varius Cuvier, 1833 zie Ichneumon anningae Kittel, 2016